# Bodo Wartke
Vous pouvez aider à l'améliorer ou bien discuter des problèmes sur sa page de discussion.
- Il ne cite pas suffisamment ses sources. Vous pouvez indiquer les passages à sourcer avec {{référence nécessaire}} ou {{Référence souhaitée}}, et inclure les références utiles en les liant aux notes de bas de page. (Marqué depuis avril 2024)
- Certaines informations devraient être mieux reliées aux sources mentionnées dans la bibliographie ou les liens externes. Améliorez sa vérifiabilité en les associant par des références. (Marqué depuis avril 2024)

- Archive Wikiwix
- Bing
- Cairn
- DuckDuckGo
- E. Universalis
- Gallica
- Google
- G. Books
- G. News
- G. Scholar
- Persée
- Qwant
- (zh) Baidu
- (ru) Yandex
- (wd) trouver des œuvres sur Wikidata

Bodo Wartke, né le 21 mai 1977 à Hambourg, est un pianiste et chanteur de cabaret allemand.

## Enfance et vie privée
Bodo Wartke est né dans une famille de médecins et a grandi comme enfant unique à Reinbek et Bad Schwartau. En 1996, il obtient son baccalauréat et effectue son service civil au sein de l'hôpital universitaire de Lübeck. Après son service, Bodo Wartke déménage à Berlin, où il étudie la physique avant de se réorienter vers des études de chant et piano à l'Université des arts de Berlin.
De 1998 à 2004, Bodo fut membre de la SAGO (l'académie de musique et de poésie de Christof Stählin). Bodo Wartke vit actuellement à Berlin.

## Carrière musicale
Bodo Wartke est musicien de cabaret. Les textes et les mélodies sont tous écrits par lui. Ses textes sont majoritairement en langue allemande et jouent principalement sur des rimes pleines d'humour et d'ironie qui caricaturent la vie quotidienne de tout un chacun.
Quelques-unes de ses créations ont été reprises (Meine neue Freundin et Monica) par le groupe de chanteurs a cappella Wise Guys. À l'occasion de l'ouverture d'un festival de musique (Songs an einem Sommerabend), Bodo Wartke a chanté le morceau Andrea avec le groupe Viva Voce.
En 2024, sa chanson Barbaras Rhabarberbar rencontre un succès mondial sur les réseaux sociaux, TikTok et Youtube en particulier, et dont les paroles sont en réalité un virelangue. Il explique à cette occasion que son travail sur les sonorités s'accompagne de l'idée de montrer que la langue allemande peut etre douce et musicale, contrairement à l'image « agressive » qu'elle véhicule.
Il a d'ailleurs reçu en 2023 le Deutscher Sprachpreis récompensant les personnalités qui œuvrent à la promotion de langue allemande.

## Œuvre
Bodo Wartke se produit essentiellement sur scène mais certains de ses spectacles ont fait l'objet d'enregistrements :
- Ich denke, also sing' ich - Live 2009 (novembre 2009) ;
- Achillesverse – live in Berlin (28 mars 2006) ;
- Noah war ein Archetyp – Das Album (5 novembre 2007) ;
- König Ödipus - Das Solo-Theaterstück, interprétation moderne de la pièce Œdipe roi de Sophocle (avril 2010) ;
- Klaviersdelikte (septembre 2013).